# Ajahn Sumedho
Ajahn Sumedho ou Luang Por Sumedho (Thaï : อาจารย์สุเมโธ), de son vrai nom Robert Kan Jackman, né le 27 juillet 1934 à Seattle aux États-Unis, est un moine bouddhiste, philosophe et écrivain américano-thailandais. Il est l'un des principaux maîtres occidentaux de la tradition des Moines de la forêt, disciple d'Ajahn Chah, et a été dirigeant du monastère Amaravati au nord de Londres, au Royaume-Uni, de 1984 à 2010.

## Biographie
Ajahn Sumedho, également connu sous le nom de Luang Por Sumedho, nait Robert Karr Jackman à Seattle, en 1934 (Sumedho est son nom de dharma, et Ajahn, signifiant "enseignant", et Luang Por, signifiant "père vénérable", sont des termes honorifiques). Durant la guerre de Corée, il sert pendant quatre ans à partir de l'âge de 18 ans comme aide-soignant militaire dans la marine américaine. Il obtient ensuite un BA en études extrême-orientales, puis obtient en 1963 une maîtrise en études sud-asiatiques à l'Université de Californie à Berkeley. Après un an en tant que travailleur social de la Croix-Rouge, Jackman sert dans le Corps de la paix américain à Bornéo de 1964 à 1966 comme professeur d'anglais. Lors d'une pause à Singapour, assis un matin à la terrasse d'un café, il regarde passer un moine bouddhiste et se dit : « Ça a l'air intéressant. » En 1966, il devient shramanera (novice) au temple de Vat Sisakhet à Nong Khai, au nord-est de la Thaïlande. Il est ordonné bhikkhu (moine bouddhiste) en mai de l'année suivante.
De 1967 à 1977 au monastère de Wat Nong Pah Pong, il est formé par Ajahn Chah. Il en vient à être considéré comme le disciple occidental le plus important de ce dernier. En 1975, il aide à établir et devient le premier abbé du Monastère International de la Forêt, Wat Pa Nanachat, dans le nord-est de la Thaïlande, fondé par Ajahn Chah pour former ses étudiants non thaïlandais. En 1977, Ajahn Sumedho accompagne Ajahn Chah lors d'une visite en Angleterre. Après avoir observé un vif intérêt pour le bouddhisme chez les occidentaux, Ajahn Chah encourage Ajahn Sumedho à rester en Angleterre dans le but d'établir une branche du monastère au Royaume-Uni. Cela devient le Monastère de la Forêt Cittaviveka, à Chithurst dans le Sussex de l'Ouest.
Ajahn Sumedho reçoit l'autorité d'ordonner d'autres moines peu de temps après avoir établi le monastère Cittaviveka. Il établit ensuite une lignée d'ordination des pour les femmes, Siladhara.
Jusqu'à sa retraite, Ajahn Sumedho est abbé du monastère bouddhiste Amaravati près de Hemel Hempstead en Angleterre, qui a été créé en 1984. Amaravati fait partie du réseau de monastères et de centres bouddhistes de la lignée d'Ajahn Chah , qui s'étend maintenant à travers le monde, de la Thaïlande, la Nouvelle-Zélande et l'Australie, à l'Europe, au Canada et aux États-Unis. Ajahn Sumedho a joué un rôle déterminant dans la construction de cette communauté monastique internationale.
La retraite imminente d'Ajahn Sumedho a été annoncée en février 2010 et il a pris sa retraite en novembre de la même année. Son successeur est le moine anglais Ajahn Amaro, jusqu'alors co-abbé du monastère bouddhiste Abhayagiri dans la Redwood Valley (Californie). Ajahn Sumedho est retourné au monastère bouddhiste Amaravati en 2020 et y réside maintenant.

### Œuvres en anglais
- Cittaviveka : Teachings from the Silent Mind, Hants, 1983 (ISBN 978-0195116793).
- Mindfulness : The Path to the Deathless, Amaravati Publications, 1987 (ISBN 978-1870205016).
- The Way It Is, Amaravati Publications, 1991 (ISBN 978-1870205115).
- The Four Noble Truths, Amaravati Publications, 1992 (ISBN 978-1870205108).
- Teachings Of A Buddhist Monk, Parlux, 2005 (ISBN 978-0946672233).
- The Sound of Silence : The Selected Teachings of Ajahn Sumedho, Wisdom Publications, 2007 (ISBN 978-0861715152).
- Don't Take Your Life Personally, Buddhist Publishing Group, 2010 (ISBN 978-0946672318).
- The Mind And The Way : Buddhist Reflections on Life, Rider, 2014 (ISBN 978-1846043642).
- Intuitive Awareness, Amaravati Publications, 2017 (ISBN 978-1870205177).

### Œuvres traduites en français
- L'esprit et la Voie : Réflexions d'un moine bouddhiste sur la vie  (trad. Jeanne Schut), Sully, 2022 (ISBN 978-2354323578).